# Georges Fouquet
Georges Fouquet (Parijs, 1862 - aldaar, 1957) was een Frans beeldend kunstenaar die actief was als edelsmid, juwelier en sieraadontwerper.

## Biografie
Georges Fouquet is de zoon van de Parijse edelsmid en juwelier Alphonse Fouquet (1828 - 1911), wiens zaak hij in 1895 overnam. Vanaf 1898 ontwierp hij sieraden in de stijl van de art nouveau en werkte regelmatig samen met Alphonse Mucha. In 1901 heeft Fouquet door Mucha een nieuwe winkel laten inrichten. Mucha ontwierp ook sieraden voor de zaak. Een beroemd stuk is de armband uit 1899 in de vorm van een slang die werd gedragen door Sarah Bernhardt.
Fouquet werkte vooral met materialen als goud, parels, en opaal. Hij bereikte een hoge graad van verfijning en technische perfectie in de emailleertechniek. Hij voorzag zijn juwelen steeds van een nummer, waardoor de sieraden goed zijn te dateren.
De nalatenschap van de firma Fouquet bevindt zich in het Musée des Arts Décoratifs te Parijs.
Jean Fouquet (sieraadontwerper) (1899) is de zoon van Georges Fouquet en hij was net als zijn vader en overgrootvader edelsmid en sieraadontwerper.